# Паскуале Фоджа
Паскуале Фоджа (італ. Pasquale Foggia, нар. 3 червня 1983, Неаполь) — італійський футболіст, що грав на позиції півзахисника, нападника. По завершенні ігрової кар'єри — спортивний функціонер.
Виступав, зокрема, за «Лаціо», з яким став дворазовим володарем Кубка Італії та переможцем Суперкубка Італії, а також національну збірну Італії.

## Клубна кар'єра
Народився 3 червня 1983 року в місті Неаполь. Розпочав займатись футболом в дитячій футбольній команді «Краль Банко» з рідного міста. Звідти він перейшов у футбольну школу «Падова». У 1999 році Фоджа був обміняний на Роберто Де Дзербі і перейшов в «Мілан».
У 2000 році Фоджа на правах співволодіння перейшов до «Тревізо», у складі якого дебютував у Серії Б. Потім виступав за клуб ще два сезони, граючи в Серії С1, куди вилетів «Тревізо». У 2003 році, теж правах співволодіння перейшов до «Емполі». 14 вересня 2003 року у віці 20 років він дебютував у Сері А в матчі проти «Реджини» (1:1), а 23 листопада він забив перший гол у вищому дивізіоні в грі проти «Парми» (1:0). Загалом за сезон Паскуале зіграв 19 матяів у чемпіонаті, але клуб вилетів до Серії Б. У наступному сезоні, після 9 ігор без голів, він перейшов на правах оренди під час зимового трансферного вікна в січні 2005 року до «Кротоне», зігравши до кінця сезону 15 матчів у Серії Б. Наступний сезон 2005/06 років теж на правах оренди провів у «Асколі», зігравши в 34 матчах і забивши 4 голи в Серії А.

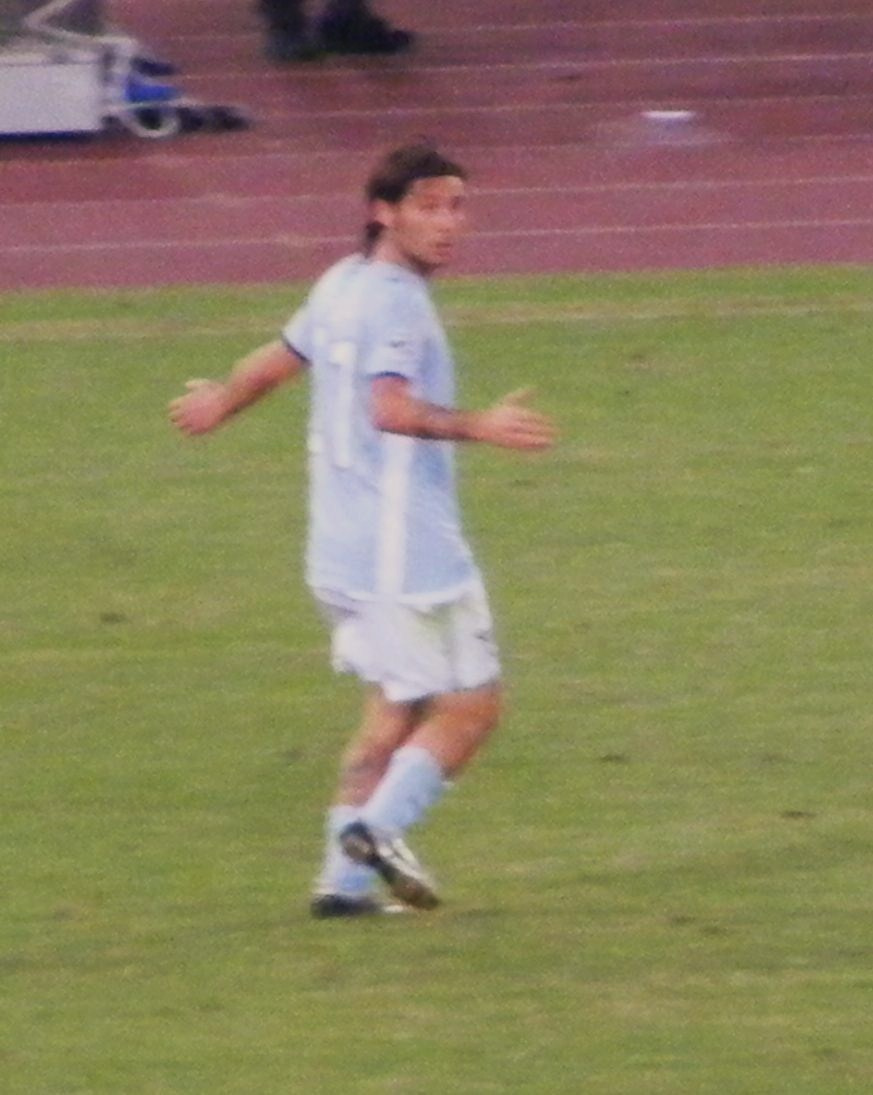
Паскуале Фоджа під час виступів за «Лаціо». 2008 рік.

Влітку 2006 року Фоджа повернувся у власність «Мілана», але вже 31 серпня був орендований «Лаціо». 23 січня 2007 року Фоджа був викуплений «Лаціо», як частина угоди за перехід в «Мілан» Массімо Оддо. Після цього Фоджа перейшов, на правах оренди, в «Реджину», якій допоміг залишитися в Серії А. Влітку 2007 року Фоджа був орендований «Кальярі» з правом викупу за 8 млн євро. У складі «Кальярі» Фоджа став лідером команди і штатним пенальтистом клубу. Зокрема, він забив два пенальті у ворота «Ювентуса». 24 жовтня 2007 року Фоджа став учасником конфлікту з партнером по команді Давіде Маркіні.
У червні 2008 року Фоджа повернувся в «Лаціо», бажаючи виступати за цей клуб. У першому турі чемпіонату він забив свій другий гол за римський клуб, вразивши ворота своєї колишньої команди, «Кальярі». Однак у наступних матчах Фоджа став виходити на поле тільки з лави запасних. У січні 2009 року в послугах Паскуале зацікавився пітерський «Зеніт», але угода не відбулася. У середині сезону головний тренер команди, Деліо Россі, став довіряти Фоджі місце в стартовому складі «Лаціо», який поміняв заради нього схему на 4-4-2. 13 травня 2009 року Фоджа виграв свій перший трофей у кар'єрі — Кубок Італії. 11 червня 2009 року Фоджа продовжив контракт з «Лаціо» до 2013 року, а вже за місяць виграв ще один трофей — Суперкубок Італії. На початку сезону 2009/10 Фоджа регулярно з'являвся у складі «Лаціо», але після отримання травми, через яку він пропустив півтора місяці, його місце в складі було втрачено.
31 серпня 2011 року Фоджа перейшов в «Сампдорію» на правах річної оренди з можливим правом викупу. За команду він зіграв у 31 матчі Серії Б і в трьох іграх плей-оф, за результатами якого команда повернулась в елітний дивізіон.
Влітку 2012 року він повернувся до «Лаціо», після того, як «Сампдорія» відмовилася від права викупу півзахисника. Втім тренер римлян Владимир Петкович не був зацікавлений у послугах гравця і у сезоні 2012/13 Паскуале не зіграв жодного матчу, після чого покинув команду.
28 травня 2013 року Фоджа підписав угоду з еміратським клубом «Дубай», але вже 14 серпня року покинув команду.
Завершив ігрову кар'єру у команді «Салернітана», за яку виступав протягом сезону 2013/14 років у Лега Про Пріма Дівізіоне, третьому за рівнем дивізіоні Італії, провівши 22 матчі..

## Виступи за збірні
1999 року дебютував у складі юнацької збірної Італії (U-16), загалом на юнацькому рівні взяв участь у 19 іграх, відзначившись одним забитим голом.
2006 року залучався до складу молодіжної збірної Італії, з якою брав участь у молодіжному чемпіонаті Європи, що проходив у Португалії. Там "Скуадра Адзурра" вилетіла вже після групового етапу турніру. Всього на молодіжному рівні зіграв у 4 офіційних матчах.
13 жовтня 2007 року дебютував в офіційних матчах у складі національної збірної Італії, вийшовши на заміну під час матчу з Грузією. Головний тренер збірної, Роберто Донадоні, також використовував Фоджу в наступній грі, проти ПАР.
6 червня 2009 року, через 2 роки після останнього виклику в збірну, Фоджа знову опинився в стані національної команди і зіграв у матчі з Північною Ірландією, в якій забив гол. Після цього за збірну більше не грав.

## Кар'єра функціонера
10 січня 2017 року обійняв посаду спортивного директора клубу «Расінг Рома». Після півроку перебування в римському клубі, 29 червня 2017 року він став спортивним директором та новим менеджером молодіжної команди «Беневенто».

## Статистика виступів

### Статистика клубних виступів
| Сезон               | Команда             | Чемпіонат           | Чемпіонат | Чемпіонат | Національний кубок | Національний кубок | Національний кубок | Континентальні кубки | Континентальні кубки | Континентальні кубки | Інші змагання | Інші змагання | Інші змагання | Усього | Усього |
| Сезон               | Команда             | Camp                | Ігор      | Голів     | Camp               | Ігор               | Голів              | Camp                 | Ігор                 | Голів                | Camp          | Ігор          | Голів         | Ігор   | Голів  |
| ------------------- | ------------------- | ------------------- | --------- | --------- | ------------------ | ------------------ | ------------------ | -------------------- | -------------------- | -------------------- | ------------- | ------------- | ------------- | ------ | ------ |
| 2000–01             | «Тревізо»           | B                   | 15        | 1         | КІ                 | 1                  | 0                  | -                    | -                    | -                    | -             | -             | -             | 16     | 1      |
| 2001–02             | «Тревізо»           | C1                  | 23        | 4         | КІ+КI-C            | 0                  | 0                  | -                    | -                    | -                    | -             | -             | -             | 23     | 4      |
| 2002–03             | «Тревізо»           | C1                  | 31        | 8         | КІ+КI-C            | 2+0                | 0                  | -                    | -                    | -                    | СІ-С          | 2             | 0             | 35     | 8      |
| Усього за «Тревізо» | Усього за «Тревізо» | Усього за «Тревізо» | 69        | 13        |                    | 3                  | 0                  |                      | -                    | -                    |               | 2             | 0             | 74     | 13     |
| 2003–04             | «Емполі»            | A                   | 19        | 1         | КІ                 | 2                  | 0                  | -                    | -                    | -                    | -             | -             | -             | 21     | 1      |
| 2004-січ. 2005      | «Емполі»            | B                   | 9         | 0         | КІ                 | 2                  | 0                  | -                    | -                    | -                    | -             | -             | -             | 11     | 0      |
| Усього за «Емполі»  | Усього за «Емполі»  | Усього за «Емполі»  | 28        | 1         |                    | 4                  | 0                  |                      | -                    | -                    |               | -             | -             | 32     | 1      |
| січ.-черв. 2005     | «Кротоне»           | B                   | 15        | 1         | -                  | -                  | -                  | -                    | -                    | -                    | -             | -             | -             | 15     | 1      |
| 2005–06             | «Асколі»            | A                   | 34        | 4         | КІ                 | 2                  | 0                  | -                    | -                    | -                    | -             | -             | -             | 36     | 4      |
| 2006-січ. 2007      | «Лаціо»             | A                   | 11        | 1         | КІ                 | 1                  | 0                  | -                    | -                    | -                    | -             | -             | -             | 12     | 1      |
| січ.-черв. 2007     | «Реджина»           | A                   | 15        | 4         | КІ                 | -                  | -                  | -                    | -                    | -                    | -             | -             | -             | 15     | 4      |
| 2007–08             | «Кальярі»           | A                   | 33        | 5         | КІ                 | 1                  | 0                  | -                    | -                    | -                    | -             | -             | -             | 34     | 5      |
| 2008–09             | «Лаціо»             | A                   | 33        | 3         | КІ                 | 7                  | 0                  | -                    | -                    | -                    | -             | -             | -             | 40     | 3      |
| 2009–10             | «Лаціо»             | A                   | 16        | 0         | КІ                 | 1                  | 0                  | ЛЄ                   | 5                    | 2                    | СІ            | 1             | 0             | 23     | 2      |
| 2010–11             | «Лаціо»             | A                   | 9         | 0         | КІ                 | 2                  | 0                  |                      | -                    | -                    | -             | -             | -             | 11     | 0      |
| 2011–12             | «Сампдорія»         | B                   | 31+3      | 4         | КІ                 | -                  | -                  | -                    | -                    | -                    | -             | -             | -             | 31     | 4      |
| 2012–13             | «Лаціо»             | A                   | 0         | 0         | КІ                 | 0                  | 0                  | ЛЄ                   | 0                    | 0                    | -             | -             | -             | 0      | 0      |
| Усього за «Лаціо»   | Усього за «Лаціо»   | Усього за «Лаціо»   | 69        | 4         |                    | 11                 | 0                  |                      | 5                    | 2                    |               | 1             | 0             | 86     | 6      |
| трав.-серп. 2013    | «Дубай»             | АЛ                  | 0         | 0         | -                  | -                  | -                  | -                    | -                    | -                    | -             | -             | -             | 0      | 0      |
| 2013–14             | «Салернітана»       | ПД                  | 22        | 1         | КІ+КІ-ЛП           | 0+5                | 0                  | -                    | -                    | -                    | -             | -             | -             | 27     | 1      |
| Усього за кар'єру   | Усього за кар'єру   | Усього за кар'єру   | 316+3     | 37        |                    | 26                 | 0                  |                      | 5                    | 2                    |               | 2             | 0             | 330    | 39     |

### Статистика виступів за збірну
| Дата       | Місто | Господарі | Результат | Гості             | Турнір            | Голи | Примітки |
| ---------- | ----- | --------- | --------- | ----------------- | ----------------- | ---- | -------- |
| 13-10-2007 | Генуя | Італія    | 2 – 0     | Грузія            | Відбір до ЧЄ 2008 | -    | 72'      |
| 17-10-2007 | Сієна | Італія    | 2 – 0     | ПАР               | товариський матч  | -    | 59'      |
| 6-6-2009   | Піза  | Італія    | 3 – 0     | Північна Ірландія | товариський матч  | 1    | 46'      |
| Усього     |       | Матчів    | 3         |                   | Голів             | 1    |          |

## Титули і досягнення
- Володар Кубка Італії (2):

«Лаціо»: 2008–2009, 2012–2013
- Володар Суперкубка Італії з футболу (1):

«Лаціо»: 2009